# سيواس سبور
نادي سيواس الرياضي (بالتركية: Sivasspor Kulübü)‏ هو نادٍ رياضي تركي تأسس عام 1967 ويلعب دوري السوبر التركي.

## وصلات خارجية
- (بالتركية) الموقع الرسمي